# アンディ・コーウェル
アンディ・コーウェル（Andy Cowell、1969年2月12日 - ）は、イギリスの自動車技術者であり、自動車レースのフォーミュラ1（F1）車両のエンジン開発で知られる。2024年現在、アストンマーティンF1のグループCEOを務めている。
英国機械学会（IMechE）と王立工学アカデミーの会員である。

## 経歴
父親はレース好きで、ヒルクライムレースなどに参戦し、F1も熱心に視聴するという家庭環境でコーウェルは育った。そのため、コーウェル自身も将来F1で働くことを子供のころから夢見ていた。

### コスワース / BMW
大学で機械工学の学位を得た後、1991年にコスワースに入社し、同社内の様々な技術部門で働いた後、エンジンの設計開発部門に加わった。
入社直後から、1993年のマクラーレン・フォード、翌1994年のベネトン・フォードをはじめ、1990年代のコスワースのF1活動でエンジン開発に携わった。1999年には新型のCRエンジンの開発を担当し、同エンジンを搭載したスチュワート・SF-3は同年のヨーロッパGPで優勝を果たした。
2000年に一時的にBMWモータースポーツに移籍し、2001年のウィリアムズ用のBMW・P80エンジンの開発に携わった（このエンジンは年4勝を挙げた）。
翌2001年にはコスワースにプリンシパル・エンジニアとして復帰し、2004年まで同社のF1用V10エンジンの開発に携わった。

### メルセデス
2004年にメルセデス・イルモアにプリンシパル・エンジニアとして移籍し、以降、16年に渡って同社でエンジン開発にあたることになる。
当初は2006年からのレギュレーション改正で使用されることになるV8エンジン開発計画のチーフエンジニアを務め、そちらが軌道に乗った後は、2009年から使用されることになるKERS搭載エンジンの開発全般の責任者を務めた。
この間、同社は2005年にメルセデス・ベンツ・ハイパフォーマンス・エンジンズ（HPE）に改称され、コーウェルは2008年7月に同社の技術面の責任者であり、エンジン/パワートレイン開発戦略の責任者でもあるエンジニアリング/プログラムディレクターに就任した。

#### マネージングディレクター
同社は2011年にメルセデスAMG・ハイパフォーマンス・パワートレインズ（HPP）に改称され、コーウェルは2013年1月に同社の事実上のトップであるマネージングディレクターに就任した。2014年からターボエンジンとハイブリッドシステムを組み合わせたパワーユニット（PU）についての新規定が導入されることになり、コーウェルはその開発を監督する役割を担うことになる。
実際にはこの「パワーユニット」の開発はコーウェルの指揮の下で2011年には始まっており、充分な開発期間の末に完成した「PU106A」は登場した2014年時点でライバルであるフェラーリとルノーのPUに対して圧倒的と言ってよいほどの大きなアドバンテージを築いた。これにより、その開発の中心人物だったコーウェルの名はよく知られるようになる。
2014年に開幕したパワーユニット時代のF1において、同PUを擁したメルセデスチームは選手権を席巻し続け、最終的に、ドライバーズタイトルは7年連続（2020年まで）、コンストラクターズタイトルは8年連続（2021年まで）で獲得し続けた。コーウェルはHPP社を離れることを2020年6月に表明し、その職務はハイウェル・トーマスに引き継がれた。
2020年末にHPP社を去った後、コーウェルについて、F1に参戦している他のエンジンサプライヤーに移籍するのではないかとの噂がたびたび出たが、その後の数年間、コーウェルはF1関連のどの組織にも所属しなかった。

### アストンマーティン
2024年7月にアストンマーティンF1のグループCEOに就任（同年10月付け）することが発表された。2024年シーズンに同チームが低迷したことを受けて、2025年1月に組織改革が発表され、コーウェルはチーム代表に就任した。

## 栄典
- 2013年・ジェームズ・クレイトン賞（英国機械学会）[1]

## 参考資料
- 『Motor Fan illustrated モーターファン別冊』シリーズ（NCID AA12467385）
  - 2015-02-06、『Motor Fan illustrated モータースポーツのテクノロジー 2014-2015』、三栄書房 ISBN 4779623774 ASIN B00SAENRDU